# فرناندو آگوئرو
فرناندو آگوئرو (انگلیسی: Fernando Agüero؛ زاده ۱۱ ژوئن ۱۹۲۰ – درگذشته ۲۸ سپتامبر ۲۰۱۱) سیاستمدار اهل نیکاراگوئه بود.
فرناندو آگوئرو در ۲۸ سپتامبر ۲۰۱۱، در سن ۹۱ سالگی درگذشت.